# Jean-Jacques Ampère
Jean-Jacques Ampère (Lione, 12 agosto 1800 – Pau, 27 marzo 1864) è stato uno scrittore francese, figlio del più celebre fisico André-Marie Ampère.

## Biografia
Medievalista esperto, fece parte del circolo di Juliette Récamier e fu insegnante al Collège de France. Fu bibliotecario della Biblioteca Mazzarino e membro dell'Académie française (1848).
Fa un primo viaggio in Medio oriente nel 1841 con Prosper Mérimée e due altri amici, Jean de Witte et Charles Lenormant : Napoli, Malta, Syra, Atene, Efeso, Magnesia, Sardi, Smirne e poi Costantinopoli e Roma sulla via di ritorno. In Oriente, raccoglie considerazioni sui popoli di ceppo semitico in collaborazione con Prosper Mérimée. Il 26 giugno 1851 divenne socio dell'Accademia delle scienze di Torino.

## Opere
- De l'histoire de la poésie (1830) ;
- De la littérature française dans ses rapports avec les littératures étrangères au moyen âge (1833)  ;
- Littérature et voyages: Allemagne et Scandinavie  (1833) ;
- Histoire littéraire de la France avant le XII siècle (3 volumes) (1839) ;
- Histoire de la littérature au moyen âge. De la formation de la langue française (3 volumes) (1841)  ;
- Ballanche (1849) ;
- La Grèce, Rome et Dante: études littéraires d'après nature (1848) ;
- Littérature, voyages et poésies (2 volumes) (1848) ;
- L'histoire romaine à Rome (4 volumes) (1856) ;
- César, scènes historiques (1859) ;
- Promenade en Amérique (2 volumes) (1860) ;
- La science et les lettres en Orient (1865) ;
- Mélanges d'histoire et de littérature (2 volumes) (1867) ;
- L'Empire romain à Rome (2 volumes) (1867) ;
- Voyage en Égypte et en Nubie (1868) ;
- Christian ou l'année romaine (1887).